# Datorväska

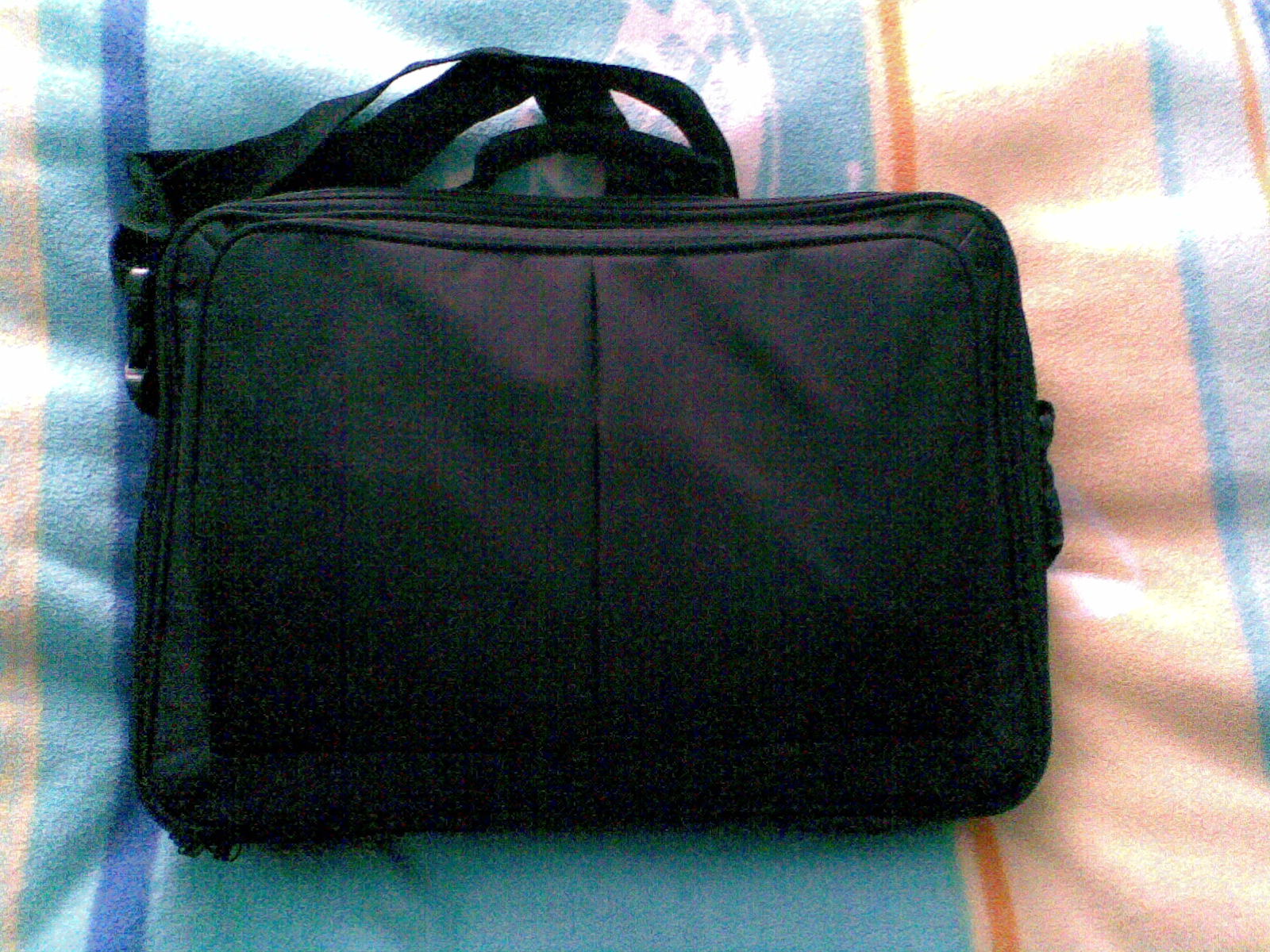
En datorväska

Datorväska eller laptopväska är en väska med funktion att skydda och förvara en bärbar dator (även kallad laptop, notebook eller netbook) och dess tillbehör under exempelvis transport. Det förekommer även väskor för stationära datorer men det är inte lika vanligt.
En bärbar dator är en viktig enhet som människor nästan alltid har med sig när de reser. Det är viktigt att hitta ett perfekt sätt att bära datorn bekvämt och samtidigt skydda den. En laptopväska eller datorväska är en väska som används att bära laptopen och medföljande tillbehör. Datorväskan kan bäras eller dras och skyddar både laptopen och tillbehör. Kan också användas som sittunderlag. 

## Typer av datorväskor
1. Ryggsäcken
2. Laptopväska med hjul
3. Laptopfodral/sleeve
4. Portfölj-väskor
5. Laptopväskor för kvinnor/Damväskor
6. Manpurse

Ryggsäcken för dator kan bäras på axeln som en vanlig väska.   
Laptopväska med hjul kan dras från en plats till en annan.
Sleeve är en tunnare typ av laptopväska som skyddar datorn mot stötar och repor.
Portfölj-datorväskor är en typ av väska hjälper dig bära din bärbara dator och tillbehör och har en löstagbar och justerbar axelrem. Laptopväskor för kvinnor/Damväskor uppfyller kvinnornas behov - funktion, utseende och flexibilitet.

## Storlek
Både datorväskor och bärbara datorer beskrivs i tumstorlek (tum eller " som är tecknet för tum). För att få fram tumstorleken mäter man diagonalt över datorns skärm från hörn till hörn.

## Tillverkare av datorväskor
Det finns många tillverkare av datorväskor som designar väskor i alla färger och former. De välkända tillverkarna är Belkin, Krusell, Walk On Water, Targus, Samsonite, Sandquist.